# Sid W. Richardson
Sid Williams Richardson (Athens, 25 de mayo de 1891-Isla San José, 30 de septiembre de 1959) fue un petrolero, ganadero y filántropo texano conocido por su asociación con la ciudad de Fort Worth.

## Biografía
Nativo de Athens, Texas al este de Texas, Richardson asistió a la Universidad Baylor y al Simmons College de 1910 a 1912. Con dinero prestado, él y su socio, Clint Murchison, Sr., amasaron 1 millón en el negocio petrolero en 1919-1920, pero luego vieron desvanecerse sus fortunas en el mercado petrolero, hasta que el negocio de nuevo aumentó en 1933. 
A su muerte, a la edad de 68 años en 1959, Sid Richardson, soltero, legó una gran porción de su fortuna a su Fundación y varios millones de dólares a su socio y sobrino Perry Bass. Richardson nombró a John B. Connally, el futuro gobernador de Texas, como albacea de la fortuna, una tarea que reportó a Connally grandes ingresos para los años posteriores. 

## Trayectoria
Richardson fue presidente de Sid Richardson Gasoline Co. en Kermit, Texas, Sid Richardson Carbon Company en Odessa, Texas y Sid W. Richardson Inc., en Fort Worth, Texas y fue socio de las productoras Richardson y Bass Oil establecidas en Fort Worth.	
Inició como hacendado en los treinta y desarrolló un amor por el arte del oeste, particularmente por Frederic Remington y Charles M. Russell. Constituyó una de las colecciones privadas más grandes del trabajo de estos artistas, la cual abrió al público como la Colección Sid Richardson de Arte del Oeste en 1982. Después de un año de renovación, reabrió como el Museo Sid Richardson en 2006.
Richardson ya había dado numerosas becas y regalos a las organizaciones locales cuando su amigo Amon G. Carter lo persuadió a establecer la Fundación Sid W. Richardson en 1947. Los galardones de la fundación se otorgan a organizaciones texanas en las áreas de educación, salud, servicios humanos e instituciones culturales. Los galardones en las dos últimas categorías están restringidas a grupos en el área de Dallas/Fort Worth Metroplex. Las oficinas centrales de la fundación en Fort Worth comparten un edificio con la Colección Richardson de Arte del Oeste.

## Instituciones nombradas por Richardson
- Auditorio Sid Richardson del Museo Amon Carter en Fort Worth, Texas.
- Museo Sid Richardson, un museo en Fort Worth .
- Colegio Sid Richardson College, uno de los colegios residenciales en la Universidad Rice, Houston, Texas.
- El Edificio de Ciencias Físicas Sid W. Richardson en la Universidad Cristiana de Texas, Fort Worth.
- Rancho Explorador Sid Richardson, un campo Boy Scout en el lago Bridgeport, cerca de Decatur.
- Salón Sid Richardson, un edificio académico en la Universidad de Texas, Austin, que alberga a la Escuela de Asuntos Públicos Lyndon B. Jonson, la Colección de Historia de Texas, el Centro UT de Historia Americana y la Colección Latinoamericana Benson.
- Edificio Sid Richardson, Universidad Baylor, Waco, que alberga el Centro de Éxito Paul L. Foster.
- Centro Recreativo Sid Richardson, Austin College, Sherman.